# 에이다 블랙잭
에이다 블랙잭(Ada Blackjack, 결혼 전 성: 델루투크; Delutuk, 1898년 5월 10일 ~ 1983년 5월 29일)은 시베리아 북부의 무인도인 브란겔섬에서 2년간 표류자로 살았던 이누피아트족 여성이다.

## 배경
에이다 델루투크는 1898년 또는 1899년 5월 10일, 알래스카 솔로몬에서 13km 떨어진 오지 마을인 스프루스 크릭에서 태어났다. 에이다가 8살 때 그의 아버지가 식중독으로 사망했고, 그의 어머니는 에이다와 여동생 리타를 알래스카 놈에 있는 감리교 선교학교에 보냈다. 그는 선교사들에 의해 양육되며 영어를 읽고 바느질하는 법을 배웠다. 16세에 전직 사냥꾼이자 개썰매 운전사였던 잭 블랙잭과 결혼하여 수어드반도로 이주했다. 블랙잭 부부는 세 자녀를 두었으나 그중 한 명만이 살아남아 영아기를 지났다. 잭은 에이다를 학대했고, 결국 에이다와 생존한 아들 베넷을 버리고 떠났다. 에이다는 남편이 돌아오기 전에 이혼을 했고, 어머니가 살고 있던 놈까지 베넷과 함께 64km를 걸어갔다. 생계를 위해 광부들의 집을 청소하고 옷을 지었지만, 여전히 베넷의 결핵 치료비를 감당할 수 없었다. 이로 인해 베넷의 결핵을 더 잘 치료할 수 있는 제시 리 아동의 집에 그를 임시로 맡겨야 했다. 에이다는 아들과 재회하기 위해 돈을 벌기로 결심했다.
놈의 경찰서장 E.R. 조던은 에이다의 상황을 잘 알고 있었기에, 축치해를 건너 브란겔섬으로 가는 북극 탐험에 동행할 이누이트인을 모집하는 사람들이 있다는 것을 그에게 언급했다. 조던은 탐험의 목적을 잘 알지 못했지만, 영어를 구사하고 뛰어난 재봉사였던 에이다가 팀을 위해 모피 의류를 제작해야 하는 이 임무에 적합할 것이라고 생각했다. 이 탐험은 캐나다의 탐험가 앨런 크로포드가 이끌었지만, 빌햐울뮈르 스테파운손이 자금을 대고 계획하고 독려했다. 스테파운손은 브란겔섬 북쪽의 대륙을 찾기 위한 또 다른 탐사의 기금을 모으기 위해 뒤에 남았다. 그는 북극이 적응하고자 하는 사람들에게 쉽게 거주할 수 있는 곳이 될 것이라고 믿었다.

## 탐험
내게 무슨 일이 생기고 내 죽음이 알려지면, 베넷의 학교 가방에 검은 띠를 달아주세요. 제 유일한 아들을 위해서요. 부디 제게 속한 모든 것을 베넷에게 가져다주시기 바랍니다."
스테파운손은 캐나다를 위해 이 섬의 영유권을 주장하려는 시도로 다섯 명의 정착민(유럽계 캐나다인 1명, 유럽계 미국인 3명, 이누피아트족인 블랙잭 1명)을 파견했다. 탐험대원들은 이전 경험과 학력을 바탕으로 스테파운손이 직접 선발했다. 스테파운손은 탐험을 위해 지리학과 기타 과학 분야에서 고도의 지식을 가진 사람들을 고려했다.

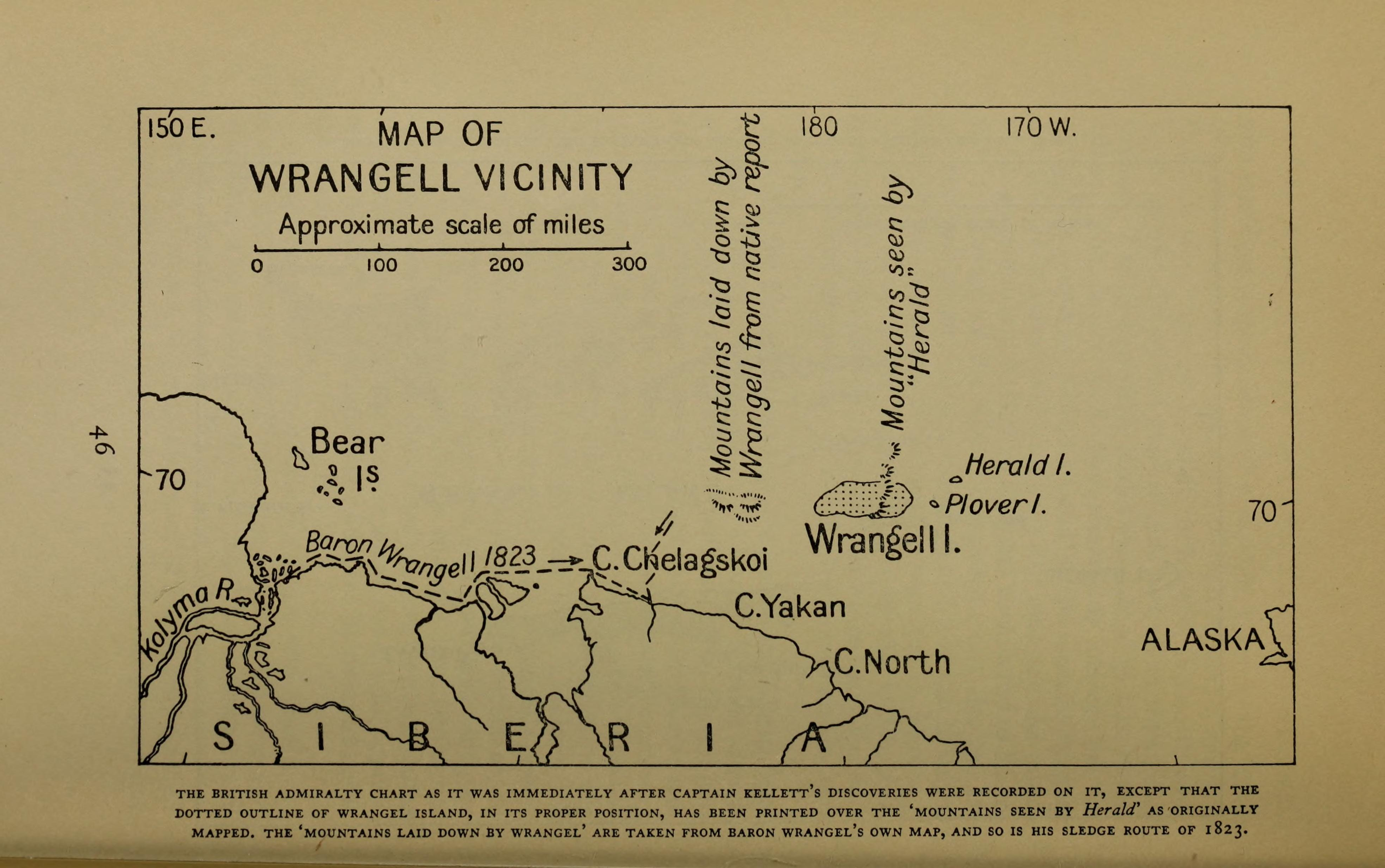
브란겔섬 인근 지도

1921년 9월 15일, 팀은 시베리아 북쪽의 브란겔섬에 남겨져 캐나다나 영국을 위해 이 섬의 영유권을 주장하게 되었다. 블랙잭은 탐험에 합류하는 것에 대해 많은 걱정이 있었는데, 특히 여러 알래스카 원주민들이 팀에 합류할 것이라고 잘못 믿게 되었기 때문이었다. 팀은 5명으로 구성되었다. 요리사이자 재봉사로 고용된 블랙잭, 미국인 로른 나이트, 밀턴 갈, 프레드 마우어, 앨런 크로포드였다. 마우어는 1914년 칼럭호가 난파된 후 8개월 동안 이 섬에서 생활한 경험이 있었다.
섬의 상황은 처음에는 괜찮았으나, 1년이 지난 후 악화되었다. 식량이 바닥나고 팀은 섬에서 생존에 필요한 충분한 사냥감을 잡을 수 없었다. 1923년 1월 28일, 세 남자는 마침내 도움과 식량을 구하기 위해 140km의 얼어붙은 축치해를 건너 시베리아로 가기로 했고, 블랙잭과 병든 나이트를 남겨두었다. 나이트는 괴혈병을 앓고 있었고 1923년 6월 23일 사망할 때까지 에이다의 간호를 받았다. 다른 세 남자는 다시는 볼 수 없었고, 블랙잭은 탐험대의 고양이 빅토리아와 함께 홀로 남게 되었다. 블랙잭은 극도로 추운 환경에서 8개월 동안 생존했고, 여우를 사냥하고, 배를 만들고, 순록 가죽으로 파카를 만드는 법을 배웠다. 1923년 8월 19일, 스테파운손의 전 동료인 해럴드 노이스에 의해 구조되었다. 일부 신문들은 그를 진정한 "여성 로빈슨 크루소"라고 칭송했다.
블랙잭은 모은 돈으로 아들을 워싱턴주 시애틀로 데려가 결핵 치료를 받게 했다. 그는 재혼하여 또 다른 아들 빌리를 두었다. 마지막에는 북극으로 돌아와 85세까지 그곳에서 살았다.

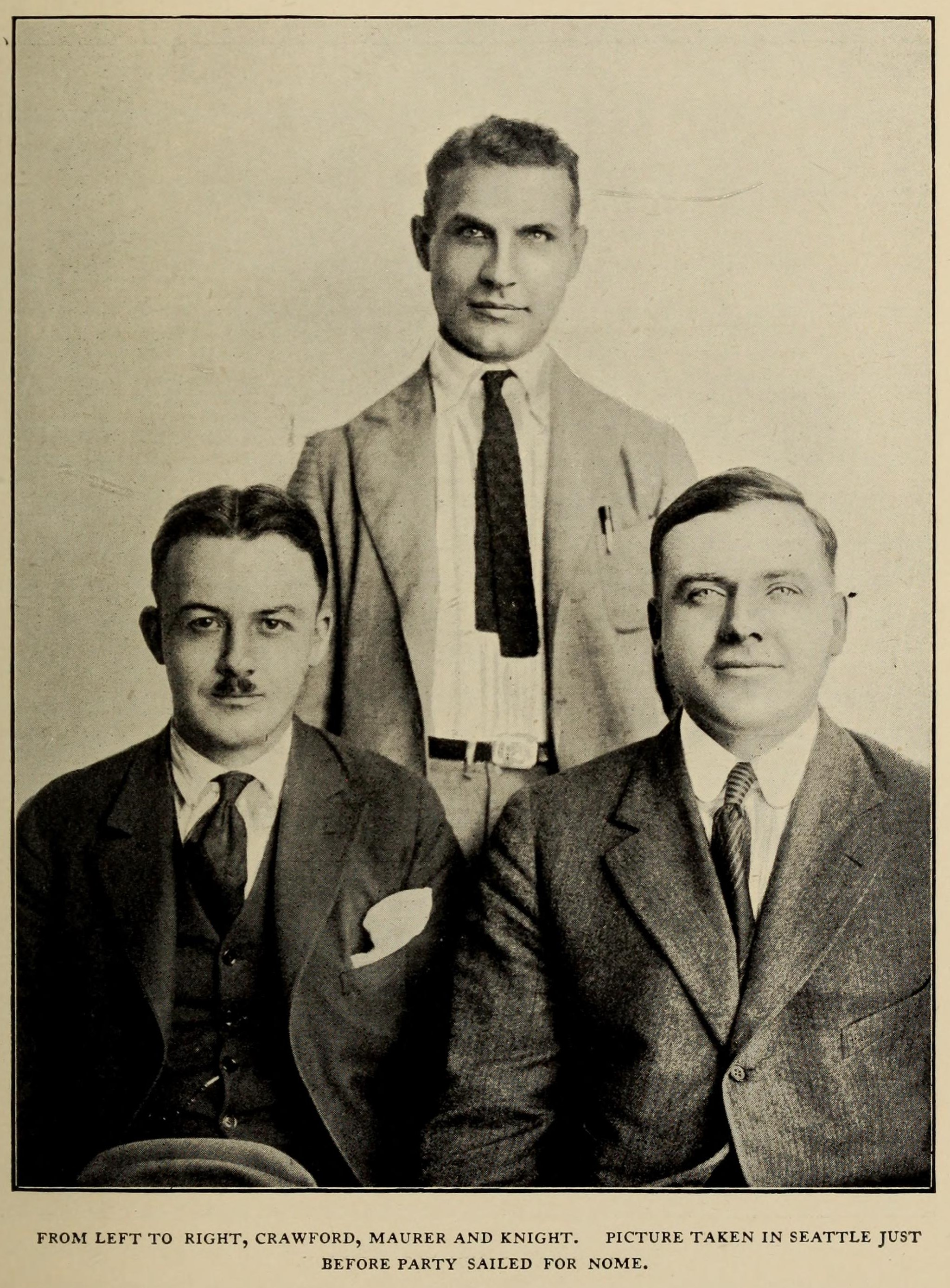
크로포드, 마우어, 나이트. 놈으로 출항하기 직전 시애틀에서 촬영한 사진
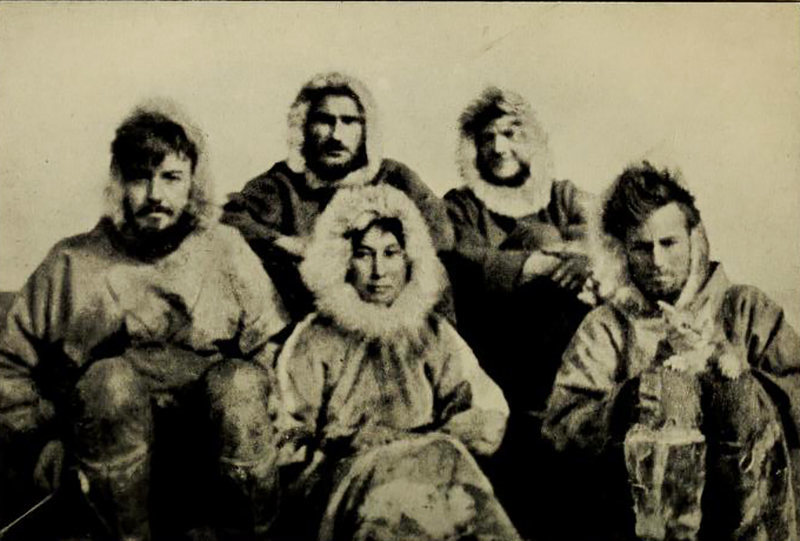
1921년 브란겔섬 탐험대
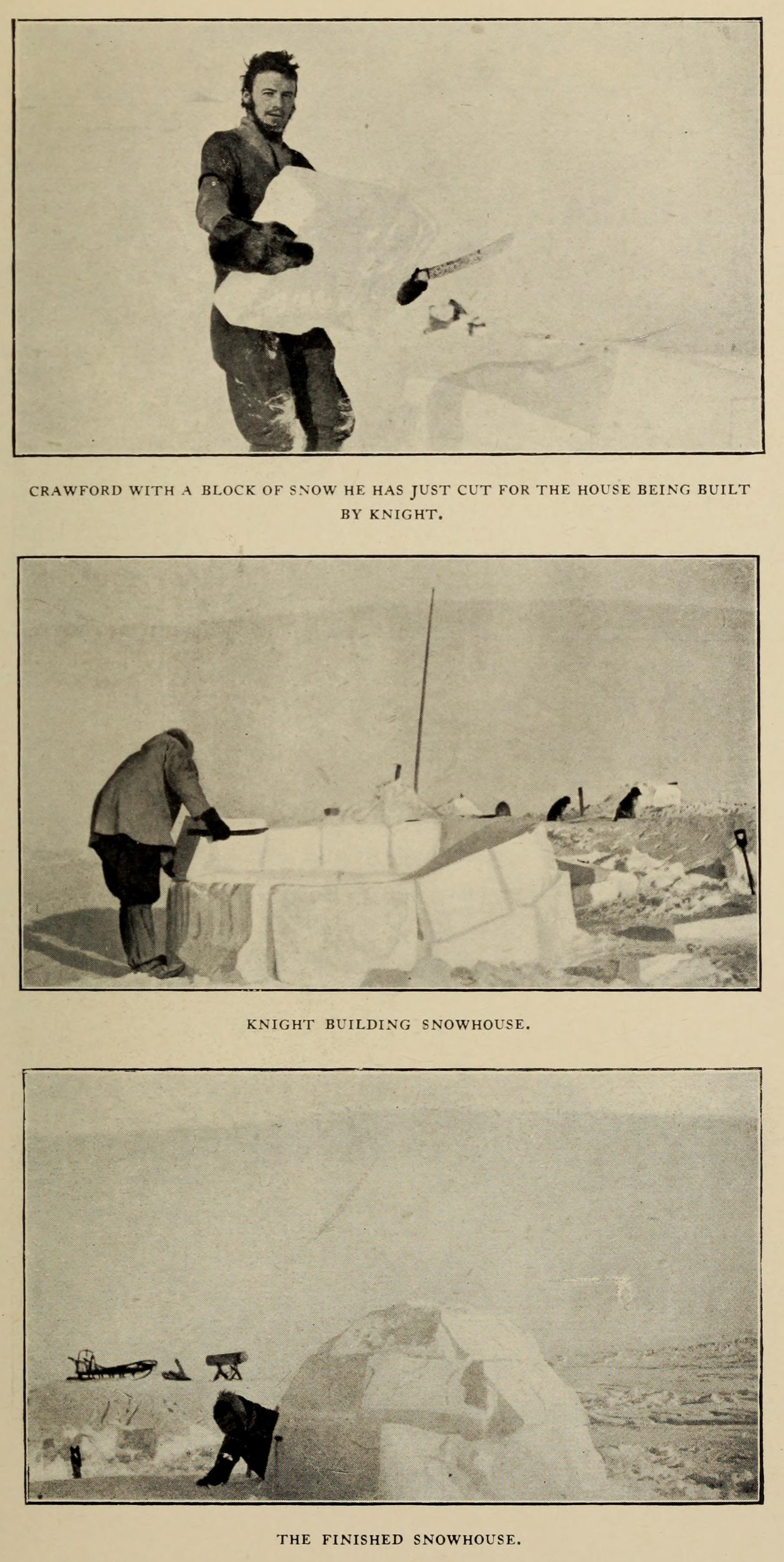
눈집 짓기
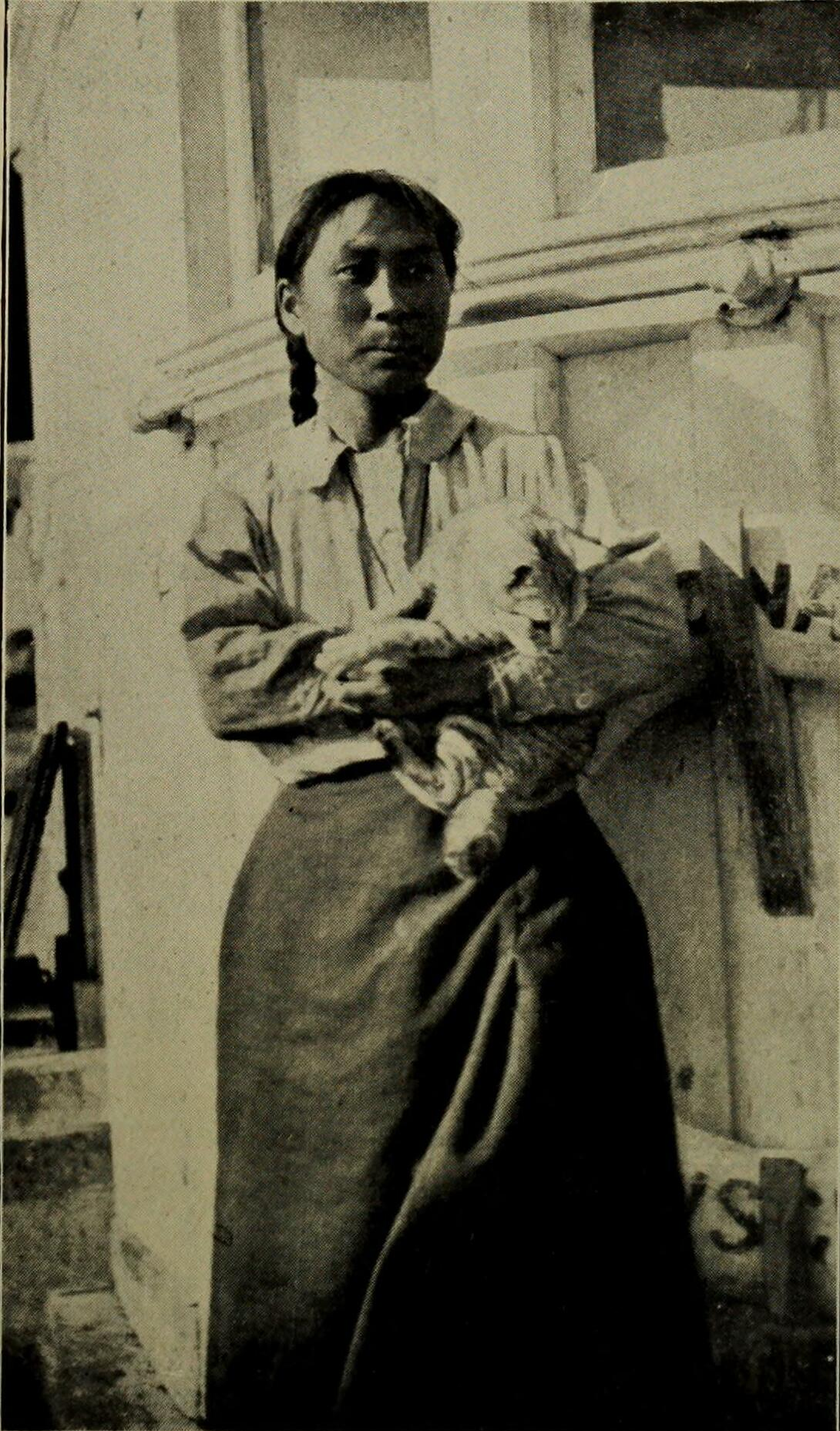
도널드슨호에서의 에이다 블랙잭과 빅토리아
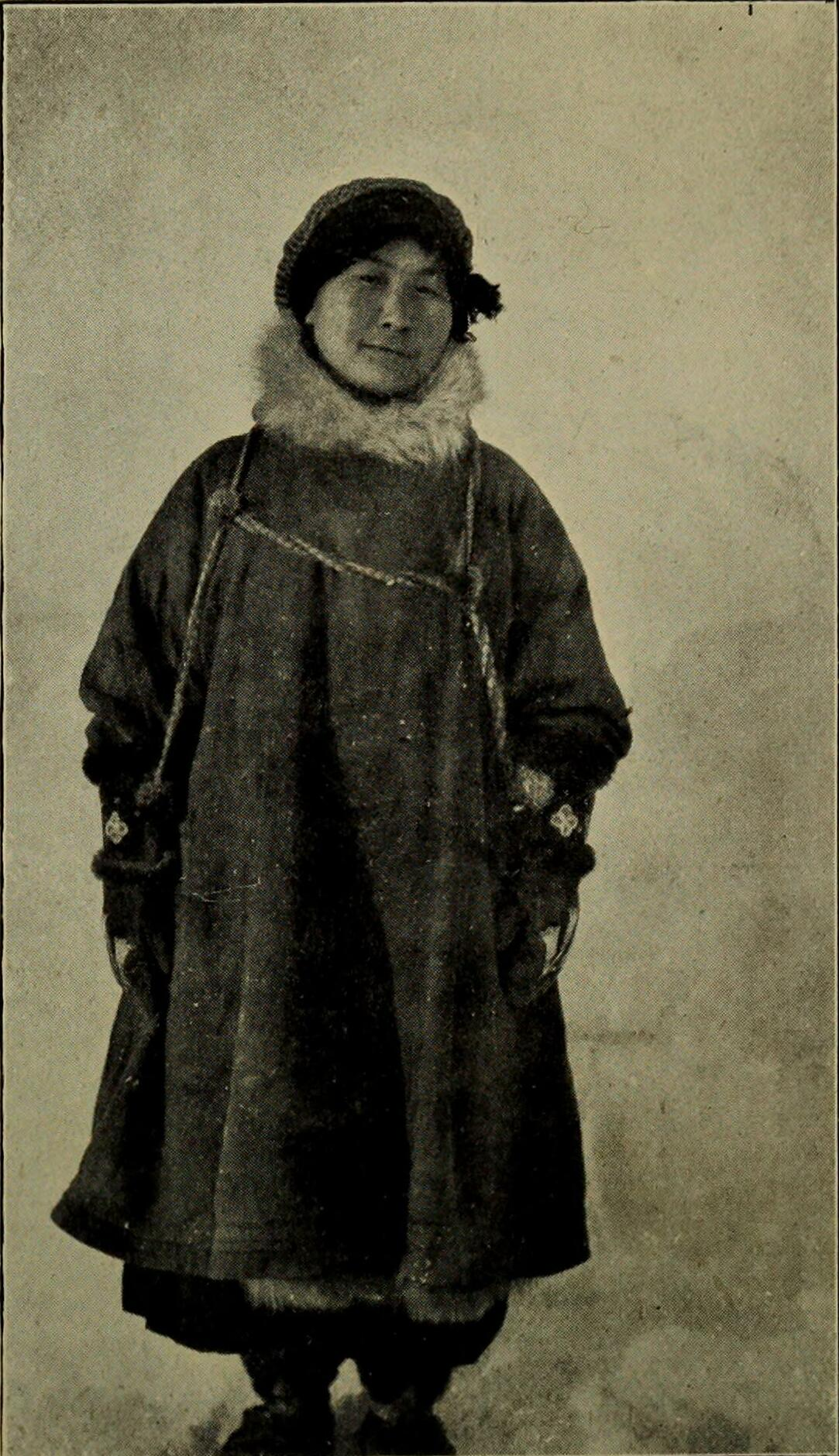
겨울 복장을 한 에이다 블랙잭
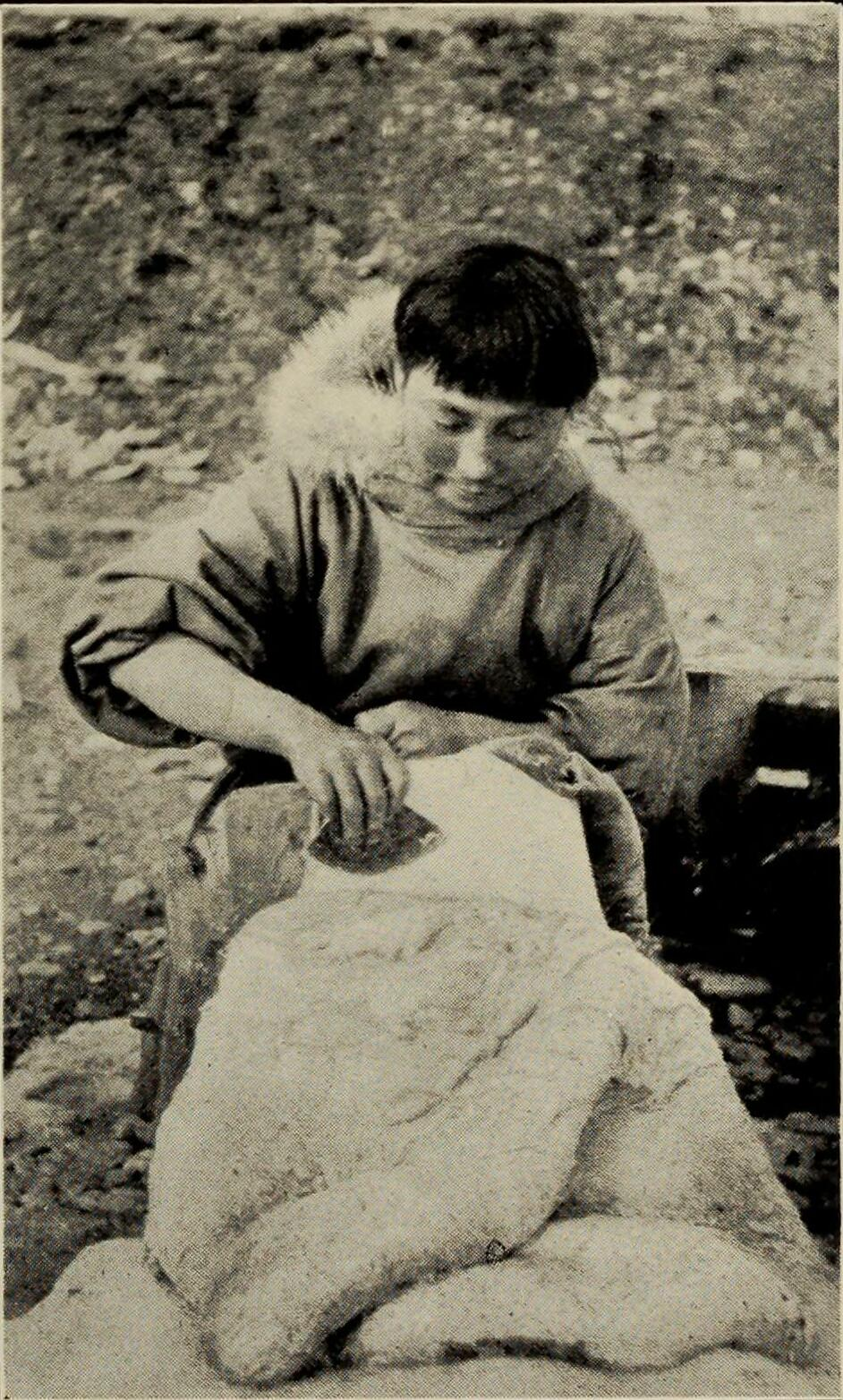
물개 가죽에서 기름을 제거하는 에이다 블랙잭
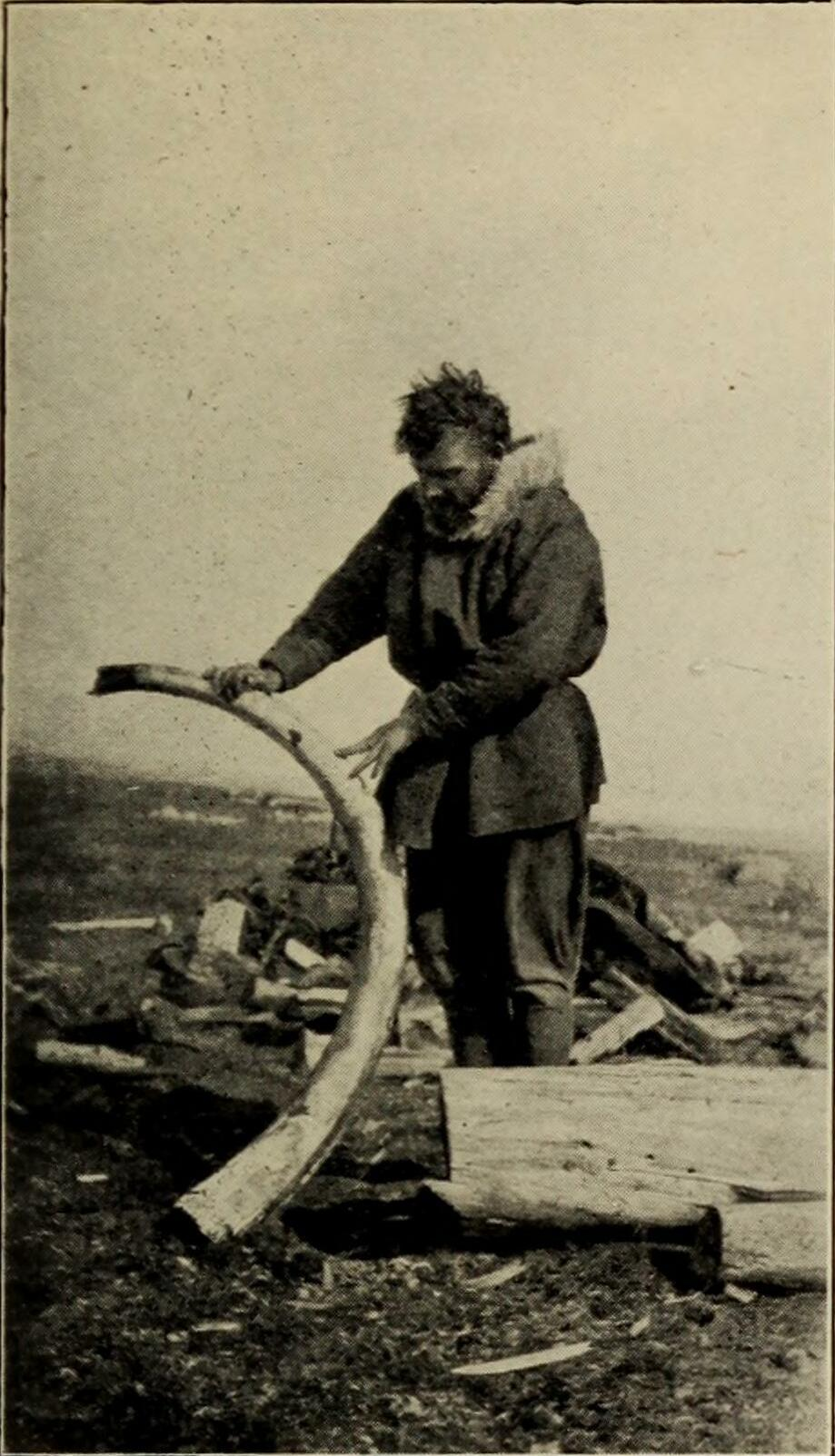
브란겔섬에서 발견한 매머드 엄니를 든 나이트
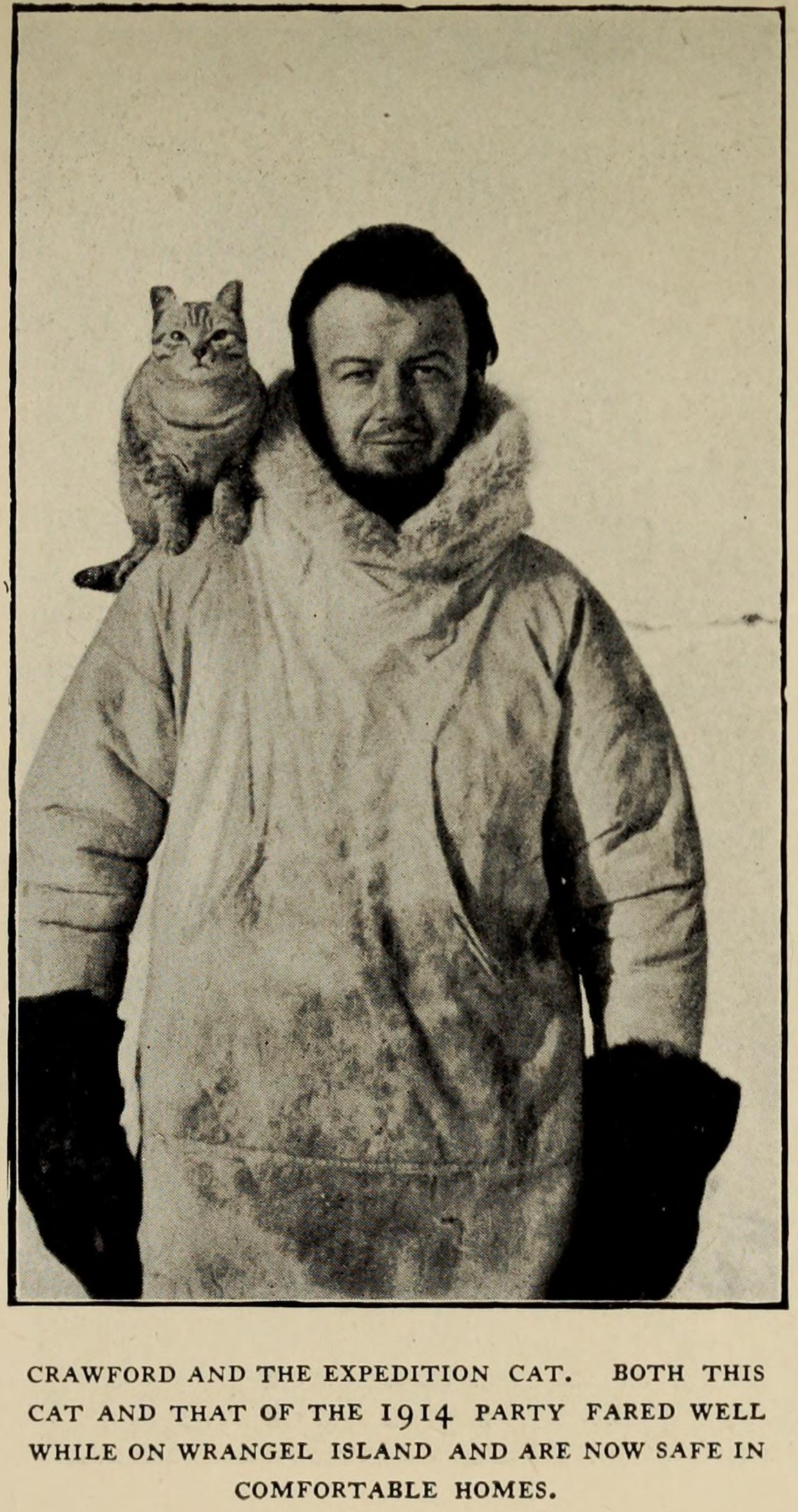
크로포드와 탐험대의 고양이 빅
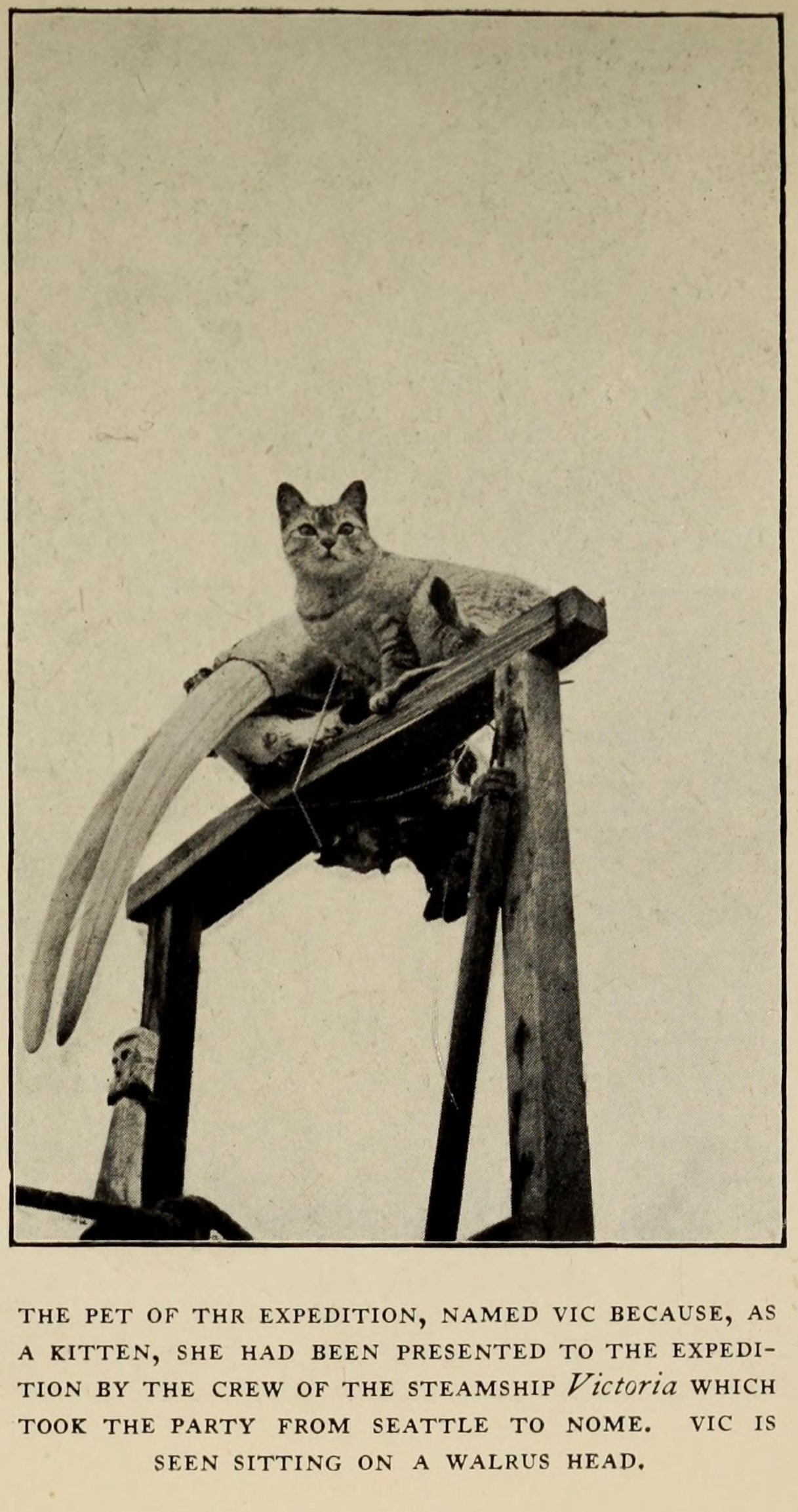
바다코끼리 머리 위에 앉아있는 빅

## 말년
블랙잭은 조용한 성격의 소유자였으며, 자신을 둘러싼 언론의 과도한 관심과 스테파운손과 구조자 노이스가 자신의 이야기를 이용하려 했던 시도를 매우 싫어했다. 브란겔섬에서 받은 탐험대 급여와 그가 잡은 모피로 벌어들인 몇백 달러를 제외하고, 블랙잭은 자신의 시련으로부터 어떤 이득도 얻지 못했으며 자신에 대해 쓰여진 책들로부터 어떠한 보상도 받지 못했다.
블랙잭은 알래스카 파머에 있는 주립 요양 시설인 파이오니어 홈에서 생을 마감했으며, 앵커리지에 묻혔다. 그의 묘비에는 "영웅 - 브란겔섬 탐험대"라고 새겨진 명판이 있다.

## 더 읽어보기
- Stefansson, Vilhjalmur; Knight, John Irvine; Knight, Errol Lorne (1925). 《The adventure of Wrangel Island》. London : J. Cape. 2024년 1월 16일에 확인함.
- Sonneborn, Liz (2007). 《A to Z of American Indian women》 Rev.판. New York: Facts On File. ISBN 9780816066940.
- Healy, Luke (2016). 《How to Survive in the North》. NoBrow. ISBN 9781910620069.